# Ferbame
Le ferbame est un fongicide (dithiocarbamate).
Il se décompose lentement lorsqu'exposé à la chaleur et à la lumière.

## Législation
Les dithiocarbamates, en raison de leur toxicité pourraient être retirés du marché européen (mancozèbe, manèbe, metirame), de même que Folpel (autre fongicide chimique) et le cuivre, sous différentes formes, en raison de sa toxicité envers les abeilles et en raison de son accumulation dans les sols (il n'est pas biodégradable).